# Championnat de Bulgarie de football 1955
Navigation
Saison précédente Saison suivante
La saison 1955 du Championnat de Bulgarie de football était la 31e édition du championnat de première division en Bulgarie. Les 14 meilleurs clubs du pays se retrouvent au sein d'une poule unique, la Vissha Professionnal Football League, où ils s'affrontent deux fois, à domicile et à l'extérieur. À la fin du championnat, afin de permettre le passage de l'élite de 14 à 12 clubs, les 3 derniers du classement sont relégués tandis que le 11e doit disputer une poule de promotion-relégation avec les 6 meilleurs clubs de B PFG, la deuxième division bulgare.
C'est le CDNA Sofia, tenant du titre, qui remporte une nouvelle fois la compétition en terminant en tête du championnat, avec 6 point d'avances sur le DSO Udarnik Sofia et 9 sur le DSO Spartak Stalin. Il s'agit du 6e titre de champion de Bulgarie de l'histoire du club, qui réalise le doublé en battant le DSO Spartak Plovdiv en finale de la Coupe de Bulgarie. Pour couronner cette excellente saison, le CDNA Sofia devient le premier club bulgare à prendre part à une compétition européenne, en l'occurrence la Coupe d'Europe des clubs champions 1956-1957.

## Les 14 clubs participants
| - DSO Dinamo Sofia - CDNA Sofia - DSO Cherveno znamr Pavlikeni - Promu de B PFG - Zavod 12 Sofia - DSO Udarnik Sofia - DSO Spartak Varna - DSO Lokomotiv Plovdiv | - DSO Lokomotiv Sofia - VVS Sofia - Promu de B PFG - DSO Spartak Plovdiv - DSO Spartak Pleven - DNA Plovdiv - Promu de B PFG - DSO Minyor Dimitrovo - VMS Stalin |

## Compétition

### Classement
Le barème utilisé pour établir le classement est le suivant :
- Victoire : 2 points
- Match nul : 1 point
- Défaite : 0 point

| Rang | Équipe                         | Pts | J  | G  | N  | P  | Bp | Bc | Diff |
| ---- | ------------------------------ | --- | -- | -- | -- | -- | -- | -- | ---- |
| 1    | CDNA Sofia T C                 | 37  | 26 | 14 | 9  | 3  | 38 | 16 | +22  |
| 2    | DSO Udarnik Sofia              | 31  | 26 | 14 | 3  | 9  | 34 | 20 | +14  |
| 3    | DSO Spartak Stalin             | 28  | 26 | 8  | 12 | 6  | 26 | 25 | +1   |
| 4    | DSO Minyor Dimitrovo           | 27  | 26 | 11 | 5  | 10 | 29 | 24 | +5   |
| 5    | DSO Dinamo Sofia               | 27  | 26 | 10 | 7  | 9  | 33 | 30 | +3   |
| 6    | DSO Spartak Plovdiv            | 27  | 26 | 11 | 5  | 10 | 25 | 25 | 0    |
| 7    | DSO Lokomotiv Sofia            | 27  | 26 | 9  | 9  | 8  | 33 | 34 | -1   |
| 8    | VVS Sofia P                    | 26  | 26 | 7  | 12 | 7  | 34 | 28 | +6   |
| 9    | DSO Spartak Pleven             | 26  | 26 | 9  | 8  | 9  | 31 | 30 | +1   |
| 10   | DNA Plovdiv P                  | 26  | 26 | 9  | 8  | 9  | 27 | 31 | -4   |
| 11   | Zavod 12 Sofia                 | 25  | 26 | 9  | 7  | 10 | 26 | 27 | -1   |
| 12   | VMS Stalin                     | 25  | 26 | 10 | 5  | 11 | 26 | 28 | -2   |
| 13   | DSO Lokomotiv Plovdiv          | 18  | 26 | 6  | 6  | 14 | 18 | 29 | -11  |
| 14   | DSO Cherveno zname Pavlikeni P | 14  | 26 | 5  | 4  | 17 | 12 | 45 | -33  |

|  | Qualification pour la Coupe d'Europe des clubs champions 1956-1957                       |
|  | Participation à la poule de promotion-relégation                                         |
|  | Relégation directe en deuxième division                                                  |
|  | T : Tenant du titre C : Vainqueur de la Coupe de Bulgarie P : Promu de deuxième division |

- Le VVS Sofia doit quitter la première division en fin de saison en raison de la réorganisation des équipes gérées par le ministère des Armées. Sa place n'est pas prise par l'un des vainqueurs de la poule de promotion-relégation, mais par le DSO Torpedo Ruse, qui n'a même pas pris part au championnat de deuxième division cette saison.

### Matchs

#### Poule de promotion-relégation
Le club classé 11e de première division, le Zavod 12 Sofia retrouve les 5 meilleurs clubs de deuxième division pour se disputer les 2 places disponibles pour la prochaine saison parmi l'élite. 
| Rang | Équipe                          | Pts | J | G | N | P | Bp | Bc | Diff |
| ---- | ------------------------------- | --- | - | - | - | - | -- | -- | ---- |
| 1    | DSO Spartak Sofia (D2)          | 10  | 5 | 5 | 0 | 0 | 15 | 0  | +15  |
| 2    | Zavod 12 Sofia                  | 6   | 5 | 2 | 2 | 1 | 10 | 2  | +8   |
| 3    | DSO Dinamo Plovdiv (D2)         | 5   | 5 | 1 | 3 | 1 | 5  | 7  | -2   |
| 4    | DSO Dinamo Stanke Dimitrov (D2) | 4   | 5 | 1 | 2 | 2 | 4  | 5  | -1   |
| 5    | DSO Cherveno zname Vidin (D2)   | 4   | 5 | 1 | 2 | 2 | 4  | 13 | -9   |
| 6    | DSO Septemvri Tolbuhin (D2)     | 1   | 5 | 0 | 1 | 4 | 4  | 15 | -11  |

## Bilan de la saison
| Championnat de Bulgarie de football 1955     |                              |
| Champion                                     | CDNA Sofia (6e titre)        |
| Coupes et trophées                           |                              |
| Vainqueur de la Coupe de Bulgarie 1955       | CDNA Sofia                   |
| Qualifications continentales                 |                              |
| Coupe d'Europe des clubs champions 1956-1957 | CDNA Sofia                   |
| Promotions et relégations                    |                              |
| Promus en Vissha PFL                         | DSO Spartak Sofia            |
| Promus en Vissha PFL                         | DSO Torpedo Ruse             |
| Relégués en B PFL                            | VVS Sofia                    |
| Relégués en B PFL                            | VMS Stalin                   |
| Relégués en B PFL                            | DSO Lokomotiv Plovdiv        |
| Relégués en B PFL                            | DSO Cherveno zname Pavlikeni |